# Mariam Coulibaly (basket-ball)
Pour les articles homonymes, voir Mariam Coulibaly.
Mariam Alou Coulibaly, née le 7 octobre 1997 à Bamako est une joueuse professionnelle internationale malienne de basket-ball. Elle mesure 1,92 m et évolue au poste de pivot.
Elle est la sœur de la joueuse franco-malienne Naîgnouma Coulibaly.

## Carrière professionnelle
Mariam Coulibaly commence sa carrière professionnelle en Ligue féminine espagnole de basket-ball au mois de novembre 2015 avec le Spar Gran Canària. Après deux saisons à Las Palmas, qui se concluent par une relégation, elle s’engage avec le Club Bàsquet Femení de Sant Adrià de Besòs en Catalogne.
Elle obtient un temps de jeux supérieur et des responsabilités supplémentaires en attaque. Dans sa seconde saison sur le continent, elle excelle avec 12,4 points et 10,9 rebonds par matchs. Elle reçoit à deux reprises le prix de MVP de la semaine (meilleure joueuse) et termine meilleure rebondeuse de l’élite espagnole.
En mai 2019, elle signe avec le Landerneau Bretagne Basket en Ligue féminine de basket pour remplacer Kariata Diaby.

## Carrière internationale
Après avoir été sacrée championne d'Afrique U16 en 2013, Mariam Coulibaly participe au Championnat du monde U17 2014 en République tchèque où elle cumule 8 points et 9 rebonds par match. Elle remporte ensuite le championne d'Afrique U18 en 2014. En 2015, âgée de 17 ans, elle augmente ses statistiques avec 11 points et 10 rebonds aux Championnats du Monde U19 en Russie.
Elle est sélectionnée pour l’Afrobasket 2017 organisé au Mali où elle marque 6,8 points en 13,6 minutes par match (7,5 d’évaluation). Son pays se classe troisième de la compétition.
Elle est médaillée de bronze au championnat d'Afrique 2019 au Sénégal et finaliste du championnat d'Afrique 2021 au Cameroun. Lots de ce dernier championnat, elle est nommée dans le cinq majeur de la compétition.
Elle termine troisième du Championnat d'Afrique 2023.